# 摩押 (人物)
摩押是《圣经》里的人物，摩押人的祖先。根据《希伯來聖經》“創世記”第19章的描述，摩押是羅得与其长女所生。
罗得一家逃出索多玛时，罗得的妻子因不遵从天使的吩咐，回头看了一眼，结果变成了盐柱。罗得和两个女儿逃到附近的山洞里住下。为延续血脉，罗得的两个女儿将父亲灌醉，随后和其同房，结果双双怀孕，大女儿生下摩押，是摩押人的始祖，二女儿生下便‧亚米，是亚扪人的始祖。